# تاكاو أوكي
تاكاو أوكي (باليابانية: 青木たかお؛ بالكانا: あおき たかお) هو مانغاكا ياباني، ولد في 20 ديسمبر 1961 في أوتسونوميا في اليابان.

## وصلات خارجية
- تاكاو أوكي على موقع IMDb (الإنجليزية)
- تاكاو أوكي على موقع قاعدة بيانات الفيلم (الإنجليزية)
- تاكاو أوكي على موقع كينوبويسك (الروسية)